# AG Ems
Die Aktien-Gesellschaft „Ems“ (kurz AG EMS) ist eine Reederei in Emden (Niedersachsen), die den Fährverkehr vom Emder Hafen und ab Eemshaven (Niederlande) zur ostfriesischen Nordseeinsel Borkum betreibt. Zugleich ist die AG Ems die Konzernmutter weiterer Unternehmen insbesondere im touristischen Sektor.

## Geschichte

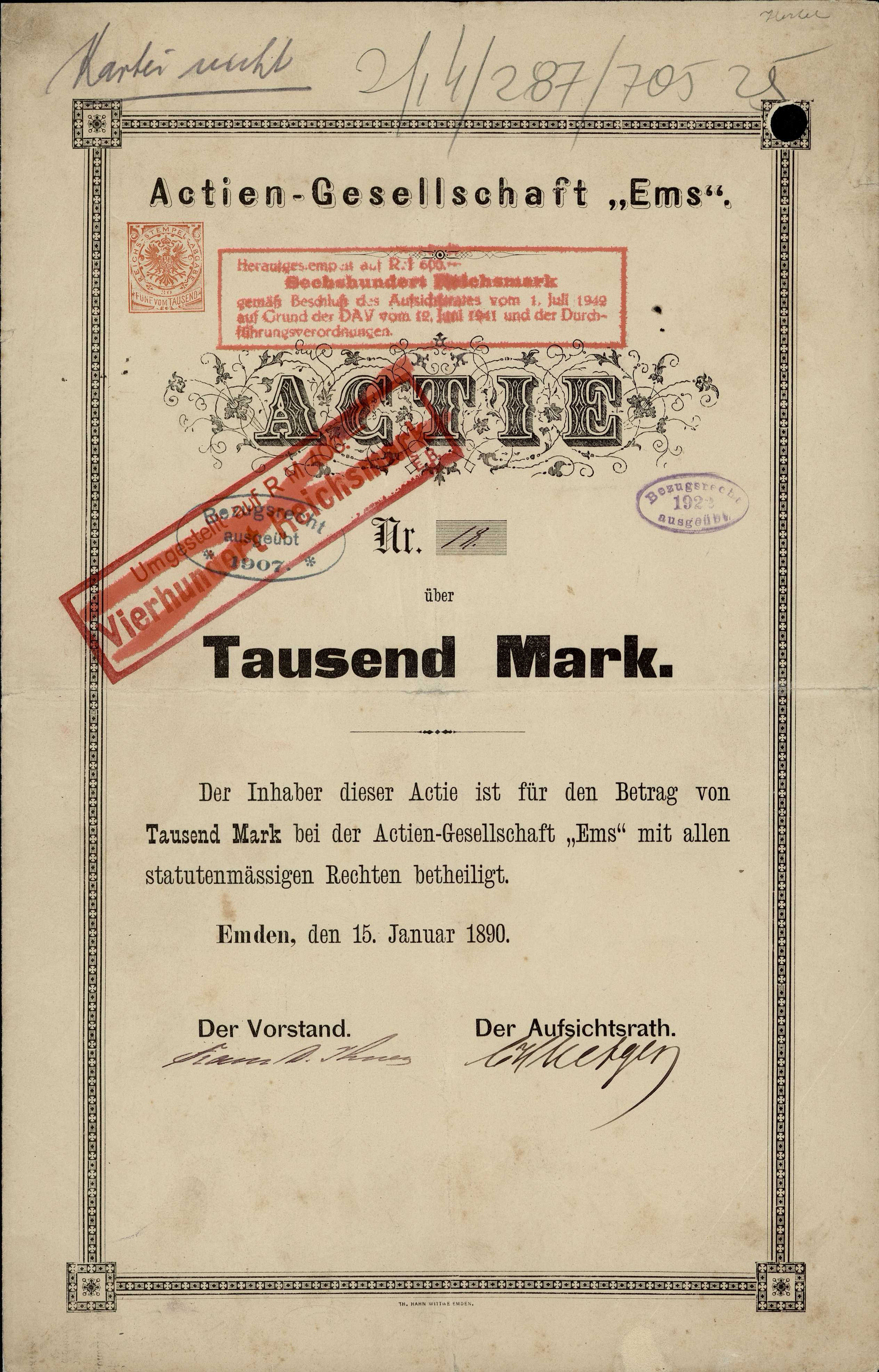
Gründeraktie der AG Ems vom 15. Januar 1890

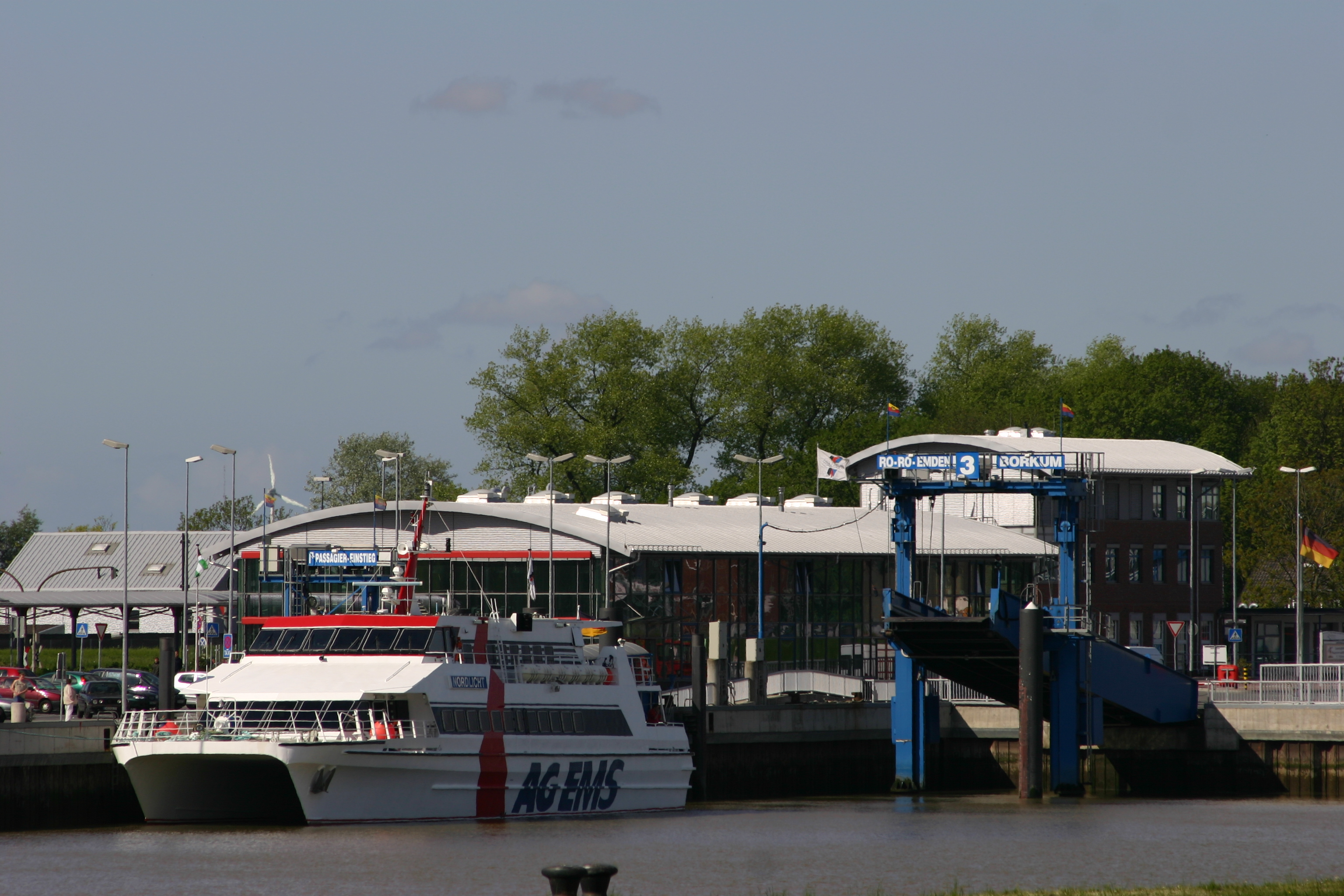
Katamaran Nordlicht der AG Ems am Borkumkai

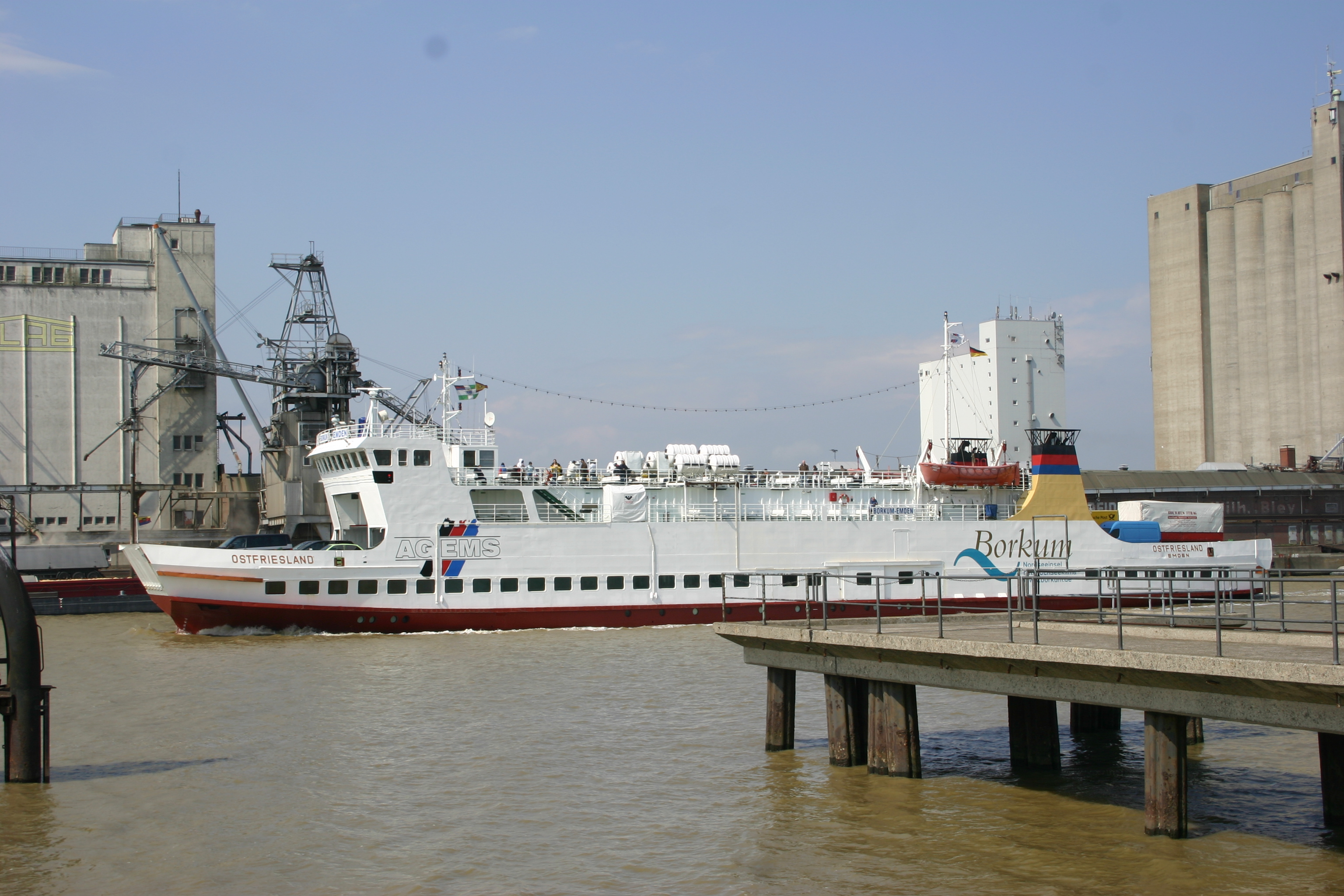
Borkumfähre Ostfriesland im Emder Hafen

Die Aktiengesellschaft wurde 1889 für den Seebäderverkehr von Emden nach Borkum gegründet. Ihr Kerngeschäft ist der Liniendienst von Emden und Eemshaven zu dieser Nordseeinsel. Ihre Geschäftsfelder wurden durch Übernahme der Borkumer Kleinbahn, Vergrößerung der Schiffsflotte und Einstieg in den Luftverkehr nach Borkum erheblich erweitert.
Am 4. August 2008 verunglückte der Katamaran Polarstern auf der Rückfahrt von der Insel Helgoland in Richtung Borkum und Emden auf offener See. Bei diesem Zwischenfall, dem bisher schwersten in der Unternehmensgeschichte, wurde ein Frontfenster des Schiffes zerstört. Mehrere Menschen verletzten sich.
Im September 2018 urteilte das Bundesverwaltungsgericht, dass im Falle der von der AG Ems durchgeführten Borkumfähren Nahverkehr vorliege und die Freifahrt mit dem Schwerbehindertenausweis in gewöhnlichen Fähren zwischen Emden und Borkum anzuerkennen sei. Dies gilt nur auf der deutschen Relation Emden–Borkum; auf dem Abschnitt nach Eemshaven/NL gibt es einen Rabatt. Die Begleitung fährt in allen Fällen gratis. Für den Katamaran muss der Zuschlag gezahlt werden.
2019 verkaufte die AG Ems ihre Gesellschafteranteile der Northern HeliCopter (DRF Stiftung Luftrettung gemeinnützige AG).

## Unternehmensgruppe
Zur Unternehmensgruppe der AG Ems gehören:
- AG Ems Borkumlijn
- Borkumer Kleinbahn und Dampfschiffahrt GmbH
- Hotels VierJahresZeiten
  - Inselhotel VierJahresZeiten, Borkum
  - Strandhotel VierJahresZeiten
- Hotel Kachelot, Borkum
- Ostfriesischer-Flugdienst GmbH (OFD)
- Reederei Cassen Eils GmbH
  - Adler & Eils GmbH & Co. KG i. G. (50 % am Joint Venture der Reederei Cassen Eils GmbH und Reederei Adler-Schiffe GmbH & Co. KG)
- EMS Maritime Offshore GmbH
- SBS Schnellfähre Brake-Sandstedt GmbH & Co. KG (zu 50 %)

### EMS Maritime Offshore GmbH
Die Tochtergesellschaft EMS Maritime Offshore GmbH erbringt Dienstleistungen für die Offshore-Windindustrie.
Das Unternehmen wurde 2010 gegründet. 2011 beteiligte es sich an der Neugründung der WINDEA Offshore GmbH & Co. KG mit Sitz in Hamburg, einem Gemeinschaftsunternehmen mit der Bernhard Schulte Offshore GmbH und Buss Offshore Solutions. 2016 erfolgte die Gründung der EMS Maritime Offshore B.V. mit Sitz in Eemshaven (Niederlande). Seit Dezember 2018 ist das Unternehmen Betreiber des Heliports in Eemshaven.
Am Rysumer Nacken betreibt die EMS Maritime Offshore den Port Knock als Service-Basis, dieser wurde 2018/2019 für MHI Vestas zur Inbetriebnahme des OWP Borkum Riffgrund 2 genutzt.
Stand November 2021 betreibt EMS Maritime Offshore eine Flotte von drei Windparkversorgern.

## Schiffsantriebe mit LNG

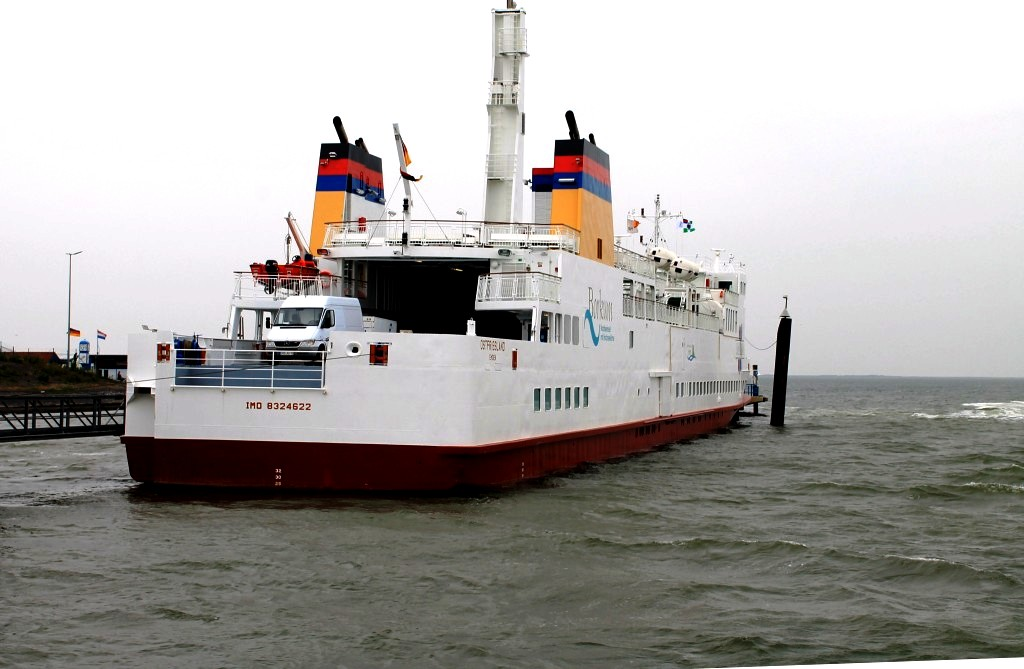
Die auf LNG-Antrieb umgebaute Borkumfähre Ostfriesland, gut zu erkennen am hohen weißen Entgasungsmast zwischen den Schornsteinen

Seit 2014/2015 hat sich die AG Ems durch den Umbau des Fährschiffs Ostfriesland sowie den Neubau des neuen Seebäderschiffes Helgoland für das Tochterunternehmen Reederei Cassen Eils GmbH & Co. KG als Schiffe mit Gasantrieb im umweltfreundlichen Schiffsverkehr hervorgetan. Die Ostfriesland ist seit dem Umbau das erste Schiff unter deutscher Flagge mit LNG-Antrieb; die bei der Fassmer-Werft gebaute Helgoland ist der erste Neubau eines Schiffes mit LNG-Antrieb unter deutscher Flagge. Die Fähre Münsterland ist bis 2022 zur LNG-Fähre umgerüstet worden.

## Schiffsflotte
| Name                | Route                                                | Baujahr                                                 | Für AG Ems in Dienst |
| ------------------- | ---------------------------------------------------- | ------------------------------------------------------- | -------------------- |
| Wappen von Cuxhaven | Ausflugsfahrten in Cuxhaven                          | 1976, 1995 umgebaut                                     | 1994                 |
| Nordlicht           | Emden–Borkum / Eemshaven–Borkum/Cuxhaven–Helgoland   | 1989                                                    | 1989                 |
| Nordlicht II        | Cuxhaven-Helgoland / Emden–Borkum / Eemshaven–Borkum | 2021                                                    | 2021                 |
| Münsterland         | Emden–Borkum / Eemshaven–Borkum                      | 1986, 2020 Umbau Hinterschiff auf LNG-Antrieb           | 1986                 |
| Ostfriesland        | Emden–Borkum / Eemshaven–Borkum                      | 1985, 2015 neues Hinterschiff und Umbau auf LNG-Antrieb | 1985                 |
| Westfalen           | Emden–Borkum / Eemshaven–Borkum                      | 1972, 1990 umgebaut                                     | 1986                 |
| Ratsdelft           | Hafenrundfahrten in Emden                            | 1975                                                    | 1995 bis 2024        |
| Schreyershoek       | Grachtenrundfahrten in Emden und Charterfahrten      | 1999                                                    |                      |
| Falderndelft        | Charterfahrten in Emden                              | 1985                                                    |                      |
| Engelke             | Charterfahrten in Emden                              | 1985                                                    |                      |
| Helgoland           | Seebäderschiff im Helgoland-Verkehr                  | 2015                                                    | 2015                 |
| Atlantis            | Hafenrundfahrt in Emden Ausflugsfahrten auf der Ems  | 1999                                                    | 2020                 |

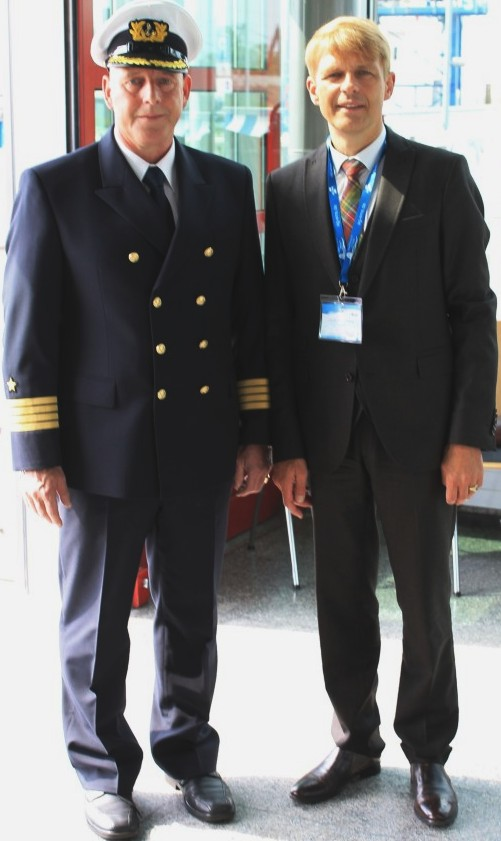
Kapitän Bernd Ramm und Vorstand Bernhard Brons der AG-Ems bei der Jungfernfahrt der umgebauten Ostfriesland

Siehe auch: Liste der Borkumer Fährschiffe

## Frühere Schiffe
Quelle: AG Ems
| Bauname        | Route                            | Baujahr | In Dienst | Außer Dienst | Umbenennungen und Verbleib |
| -------------- | -------------------------------- | ------- | --------- | ------------ | --- |
| Westfalen      | Emden–Borkum                     | 1907    | 1907      | 1942         | ab 1942 von der Kriegsmarine als Minensucher eingesetzt, am 15. Juni 1944 durch Fliegerbombe in St. Nazaire versenkt                        |
| Westfalen      | Emden–Borkum                     | 1951    | 1951      | 1964         | 1964 Santa Rita, 1995 in Neapel verschrottet                                                                                                |
| Kurisches Haff | Leer–/Emden–Borkum               | 1928    | 1955      | 1963         | 1947 Süllberg, 1955 Hannover, 1963 Faraglione, im August 2014 noch aktiv                                                                    |
| Prinz Heinrich | Emden–Borkum                     | 1909    | 1953      | 1969         | 1953 Hessen, 1969 Mississippi, seit 2004 Restaurierung in Leer/Ostfr.                                                                       |
| Ostfriesland   | Emden–Borkum                     | 1960    | 1960      | 1969         | 1969 Wappen von Flensburg, 1970 Wappen, 1982 Godewind, 1982 Sunrise, 1992 Mecklenburg, ab 21. Dezember 2012 verschrottet                    |
| Münsterland    | Emden–Borkum / Borkum–Helgoland  | 1964    | 1964      | 1976         | 1976 Fehmarn I, 2001 Renaissance, im Februar 2001 aufgelegt, 2011 Gloria I                                                                  |
| Emsland        | Emden–Delfzijl–Borkum            | 1967    | 1967      | 1972         | 1973 Belle de Jersey, 1983 Duc de Belle Isle, 1983 inoffiziell Navijet, 1991 Le Catalogne, 2000 African Dream, Verbleib seit 2002 unbekannt |
| Rheinland      | Emden–Borkum                     | 1926    | 1926      | 1969         | 1968 Bayern, ab Oktober 1970 in Leer verschrottet                                                                                           |
| Rheinland      | Emden–Borkum                     | 1968    | 1968      | 1974         | 1974 Bayern, 1985 Vlieland, 1994 Serengeti, am 13. März 2010 ausgebrannt, Totalverlust                                                      |
| Ostfriesland   | Emden–Borkum                     | 1970    | 1970      | 1981         | 1981 Schellingerland, 1993 Oost Vlieland, 2006 Baldur, 2014 Inter Ilhas, so in Fahrt                                                        |
| Rheinland      | Emden–Borkum                     | 1974    | 1974      | 1994         | 1994 Midsland, so in Fahrt |
| Poseidon       | Emden–Borkum                     | 1964    | 1975      | 1977         | 1966 inoffiziell Jätten Finn, 2000 Poseidon IV 2003 Pearl Cruise II, am 6. Juli zur Verschrottung in Alang eingetroffen                     |
| Nordlicht      | Emden–Borkum                     | 1973    | 1976      | 1985         | 1985 Raromatai-Ferry, am 15. April 2003 bei Moorea versenkt                                                                                 |
| Emsland        | Eemshaven–Esbjerg / Emden–Borkum | 1977    | 1977      | 1986         | 1986 Bohus, 1989 St. Julien, 1989 Ostersjoen, 1992 Oestersjoen, 1992 Jon, 1992 Elba Nova, 2001 Nura Nova in Fahrt                           |
| Polarstern     | Emden–Borkum–Norderney–Helgoland | 2000    | 2001      | 2008         | verkauft an Linda-Lines, Tallinn, umbenannt in Karolin                                                                                      |
| Groningerland  | Emden–Borkum, Eemshaven–Borkum   | 1991    | 2006      | 2022         | verkauft an NPDG, umbenannt in Rungholt |